# Soraya Sáenz de Santamaría
María Soraya Sáenz de Santamaría Antón, més coneguda com a Soraya Sáenz de Santamaría (Valladolid 10 de juny de 1971), política i jurista castellanolleonesa, fou vicepresidenta del Govern d'Espanya (des de 2011 fins al 2018), ministra de la Presidència i per les Administracions Territorials d'Espanya (des de 2016 fins al 2018) i portaveu del Govern d'Espanya (2011-2016) en el Consell de Ministres del president Mariano Rajoy.
És membre del Partit Popular i va ser diputada al Congrés dels Diputats espanyol des de 2004 fins al 2018, on va ser portaveu del Grup Parlamentari Popular (2008-2011). Des de març 2019 és membre del Consell d'administració del bufet d'advocats Cuatrecasas.

## Biografia
Nascuda l'any 1971 a Valladolid (Castella i Lleó), casada i mare d'un fill, és llicenciada en Dret per la Universitat de Valladolid. Va ser la primera de la seva promoció i va obtenir el Premi Extraordinari de Final de Carrera per la mateixa universitat i va ser premiada per tenir el millor expedient. És advocada de l'Estat de professió i entre 1999 i 2000 va ser la cap del cos d'avocats de l'Estat a Lleó. Entre 2002 i 2003 va ser professora associada de Dret Administratiu a la Universitat Carles III de Madrid. El 2004 va ser advocada de l'Estat al Tribunal Superior de Justícia de Madrid.
Va iniciar la seva activitat política de la mà del Partit Popular com a assessora del Gabinet del vicepresident primer del Govern d'Espanya, Mariano Rajoy, als Ministeris de Presidència i Interior (2000-2003). Entre 2004 i 2008 va ser secretària executiva de Política Autònomica i Local al seu partit.
Va ser candidata per Madrid al Congrés dels Diputats a les Eleccions a les Corts Generals de 2004 i, tot i que no va ser elegida, va ser proclamada diputada el mateix any arran d'una vacant que es produí entre els escons del Partit Popular. Va ser escollida diputada a les Eleccions Generals de 2008, 2011, 2015 i 2016. A la VIII Legislatura parlamentària, entre d'altres, va ser portaveu adjunta del PP a la Comissió Constitucional, vocal a les comissions de Justícia, Administracions Públiques i de Control Parlamentari de RTVE i ponent a les reformes dels Estatuts d'Autonomia de Catalunya, Andalusia, Illes Balears, Canàries, Aragó i Castella i Lleó. Durant la IX Legislatura va ser portaveu del Grup Parlamentari Popular i ponent de la reforma constitucional de l'article 135 de la Constitució Espanyola.
Després de la victòria del Partit Popular a les Eleccions Generals de 2011, on el partit va obtenir majoria absoluta de diputats i senadors, va ser l'encarregada del traspàs de poders entre el Govern sortint del Partit Socialista Obrer Espanyol i l'entrant del Partit Popular. Quan Mariano Rajoy va ser investit president del Govern d'Espanya va ser nomenada vicepresidenta del Govern, ministra de la Presidència -incloent les competències dels serveis d'intel·ligència- i portaveu del Govern, càrrecs dels quals va prendre possessió el 22 de desembre de 2011.
Des de 2012 és la presidenta del Patronat de la Fundació Internacional i per Iberoamèrica d'Administració i Polítiques Públiques.
L'any 2014 va assumir de forma interina els Ministeris de Justícia (23 - 29 de setembre) i de Sanitat, Serveis Socials i Igualtat (26 de novembre - 3 de desembre) quan van ser cessats els respectius titulars i abans que es produís el nomenament dels seus substituts.
Va exercir en funcions els seus càrrecs del Govern d'Espanya durant la XI Legislatura de les Corts Generals (2016), legislatura que es va esgotar abans d'hora atès que la impossibilitat del Congrés dels Diputats per investir un president del Govern va produir la dissolució automàtica les cambres legislatives espanyoles i la convocatòria electoral.
Al principi de la XII Legislatura, l'any 2016, es produí la segona investidura de Rajoy com a president i va ser renovat el seu nomenament com a vicepresidenta i va ser nomenada ministra de la Presidència i per les Administracions Territorials, tot i que va ser rellevada de les seves funcions de portaveu. Va prendre possessió dels càrrecs el 4 de novembre de 2016.
L'octubre de 2017 va assumir les funcions del de la presidencia de la Generalitat de Catalunya a causa de l'aplicació de l'article 155 de la Constitució espanyola de 1978 i les mesures concretes acordades pel Consell de Ministres del 27 d'octubre de 2017.
El 7 de juny de 2018, deixa de ser vicepresidenta i ministra per a les Administracions Territorials, després d'haver estat aprovada la moció de censura a Mariano Rajoy, i ser investit president Pedro Sánchez del Partit Socialista Obrer Espanyol.
Un cop va haver deixat la vicepresidència del govern, es va presentar per presidir el Partit Popular i substituir Mariano Rajoy. Va passar a la segona volta de la votació, però va ser derrotada per Pablo Casado. El 10 de setembre de 2018 va anunciar públicament la seva retirada de la política. L'octubre de 2018 va ser nomenada membre del Consell d'Estat. L'11 de març de 2019 es va anunciar la seva integració com a sòcia i membre del consell d'administració del bufet d'advocats Cuatrecasas.